# Potok (Livno, BiH)
Potok je naseljeno mjesto u gradu Livnu, Federacija Bosne i Hercegovine, BiH.
Potok je od Livna udaljen oko 5-6 km. Kroz Potok teče rijeka Sturba.

## Stanovništvo

### 1991.
Nacionalni sastav stanovništva 1991. godine, bio je sljedeći:
ukupno: 242
- Hrvati - 208
- Muslimani - 22
- Srbi - 6
- Jugoslaveni - 5
- ostali, neopredijeljeni i nepoznato - 1

### 2013.
Nacionalni sastav stanovništva 2013. godine, bio je sljedeći:
ukupno: 239
- Hrvati - 235
- Bošnjaci - 2
- Srbi - 2